# Juan Luis Sanfuentes
Juan Luis Sanfuentes Andonaegui (Santiago, 27 de diciembre de 1858-ibídem, 16 de julio de 1930) fue un abogado y político chileno, presidente de la República en el periodo 1915-1920.
Fue el líder indiscutido del Partido Liberal Democrático (PLD), siendo uno de los políticos más influyentes del parlamentarismo chileno. Convirtió al partido balmacedista en una caja de favores políticos, usando el peso político del partido para armar y derribar gabinetes a su voluntad, según las conveniencias del momento.
Fue elegido presidente en 1915 bajo el alero de la Coalición. A pesar de su experiencia política, fue incapaz de controlar la rotativa ministerial y debió en numerosas oportunidades organizar ministerios con sus rivales políticos. Tuvo el deseo de dividir a la Alianza Liberal, objetivo logrado en parte, pero que no evitó el triunfo definitivo de esta en las elecciones parlamentarias de 1918 y en la presidencial de 1920.
Mantuvo la neutralidad chilena durante la Primera Guerra Mundial. Mientras duró el conflicto, la industria nacional tuvo uno de sus mayores auges, pero el final de la guerra provocó una crisis de la industria salitrera que trajo consigo una oleada de agitación social.
Durante su administración se aprobó la Ley de Instrucción Primaria Obligatoria y se dio un fuerte impulso a la construcción de establecimientos educacionales.

## Primeros años
Hijo del político Salvador Sanfuentes Torres y de Matilde Andonaegui y González. Huérfano desde muy pequeño, fue criado por su hermano mayor Enrique Salvador.
Realizó sus estudios de Humanidades en el Instituto Nacional; estudió leyes en la Universidad de Chile recibiendo el título de abogado el 15 de marzo de 1879. Una vez titulado, participó en la Guerra del Pacífico a bordo de los buques de la escuadra en varias excursiones al norte. Posteriormente se dedicó a las operaciones mercantiles y bursátiles, en cuya actividad formó su fortuna.
Se casó el 1 de noviembre de 1885 con Ana Echazarreta Pérez Cotapos, con quien tuvo cinco hijos.

## Vida pública

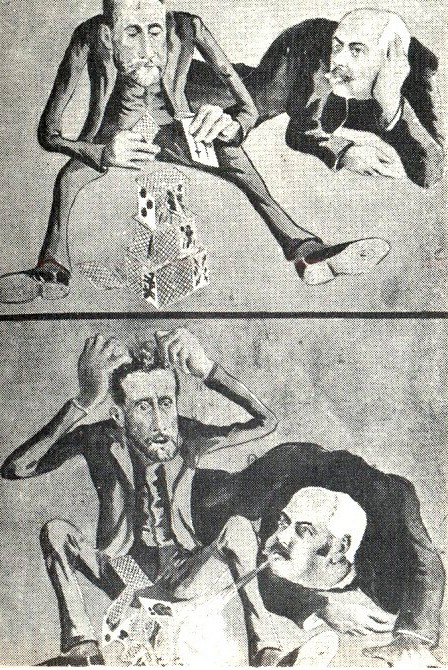
Caricatura sobre las maquinaciones de Juan Luis Sanfuentes.

Es electo Diputado por Coelemu entre 1888 y 1891. Partidario del gobierno de José Manuel Balmaceda, fue elegido representante para el Congreso Constituyente de 1891, pero no asumió el cargo. Después de la derrota de Balmaceda en la Guerra Civil de 1891, se retiró a la vida privada, dedicándose a los negocios.
Regresó a la vida pública con la resurrección del balmacedismo a través del Partido Liberal Democrático. Durante el periodo parlamentario Sanfuentes pretendió manejar la pequeña y gran política desde su casa en la Calle Compañía, llamada coloquialmente la "Casa Azul", siendo su campo de acción predilecto la instalación de una vasta clientela en la administración pública, incluyendo a los tribunales de justicia.
Sanfuentes era realista en el actuar político, importándole poco los principios o los medios a utilizar, cambiando de dirección política según lo indicasen las circunstancias y su personal interés. El poder de Sanfuentes para instalar y derrocar ministerios se explica por el liderazgo que estableció en el Partido Liberal Democrático, como jefe vitalicio, que le ponía en ventaja frente a otras agrupaciones partidarias en que la dirección era compartida.
En 1898, durante el gobierno de Federico Errazuriz Echaurren y tras haber ingresado los balmacedistas por vez primera en un gabinete, Sanfuentes presionó constantemente para obtener mayores cargos públicos para sus correligionarios, lo que causó una crisis en el ministerio. Por ello fustigó al gabinete sucesor sin contemplación, intentando derribar el ministerio retardando la ley de presupuestos, lo que no fue secundado por la oposición, y fomentando leyes emisionistas. Tras ello su rival en el partido, Claudio Vicuña Guerrero, tomó momentáneamente su relevo como jefe de la agrupación.
Fue elegido senador por Valdivia en el período 1900-1906. Fue presidente provisorio del Senado, electo el 15 de mayo de 1906, y en propiedad, el 5 de junio siguiente. Electo senador por Concepción entre los años 1906 y 1918.
En 1901 fue nombrado Ministro de Hacienda durante la vicepresidencia de Aníbal Zañartu. Además desempeñó el cargo de ministro subrogante de Justicia e Instrucción Pública, y de Hacienda, en la administración de Germán Riesco. Durante su periodo en Hacienda demostró dotes de economista e inteligente administrador de la hacienda pública, acrecentando su fama de hombre de negocios. Durante estos años Sanfuentes tomaría el poder absoluto del partido, estableciendo en 1902 un pacto con nacionales y conservadores.

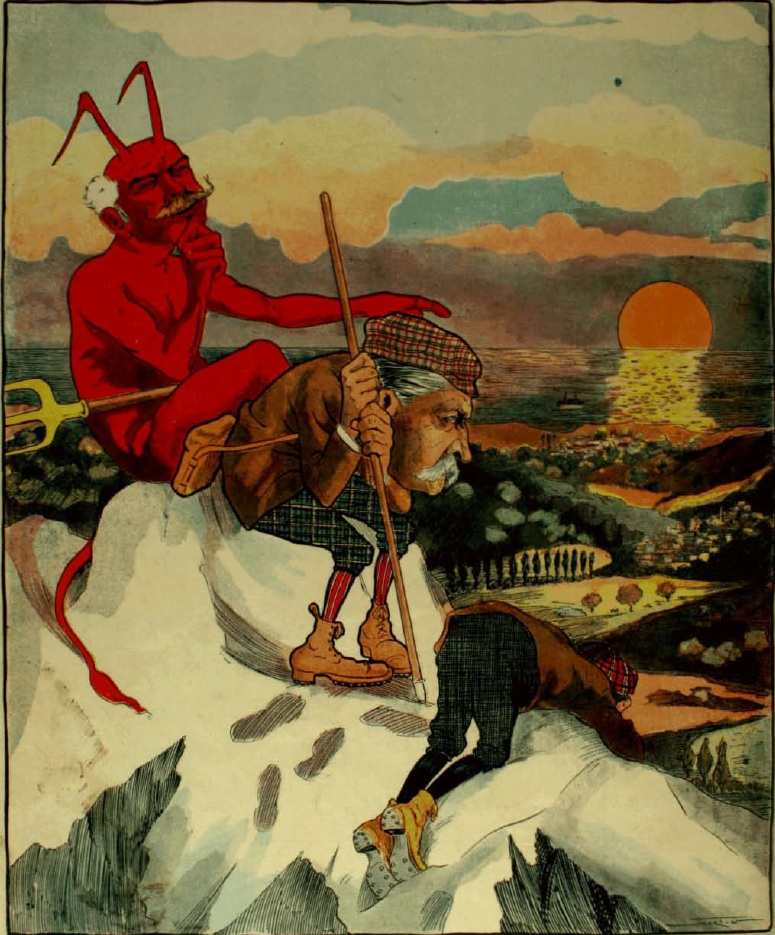
-El Demonio Juan Luis: Todo lo que vez, una República entera, todo será tuyo, si consientes en adorarme.
-Barros Luco: ¿Y si se chinga?

En 1904, Sanfuentes rompería con la Coalición y se unió a la Alianza Liberal, pero incapaces de lograr un programa político coherente y al acercarse los comicios parlamentarios, los liberales democráticos volvieron a la Coalición al año siguiente.
Su nombre sonó para las elecciones de 1906, pero finalmente la Coalición se inclinó por la persona de Fernando Lazcano Echaurren Electo presidente Pedro Montt, Sanfuentes recurrió a la estrategia de agitar cuestiones doctrinarias para alejar a los conservadores del presidente. Sin embargo, victorioso en esta estrategia, Sanfuentes se vio amenazado cuando el presidente nombró al liberal democrático Luis Antonio Vergara como ministro del Interior, por lo que hizo volver a su partido a la Alianza y derribó el gabinete. Tras los resultados de la elección parlamentaria de 1909, donde los liberales democráticos resultaron perjudicados, Sanfuentes consideró que su permanencia en la Alianza había sido perjudicial y sacó al partido de ella. Tras algunos meses de viaje en Europa, se avino nuevamente a reconstruir la Alianza frente a las elecciones presidenciales que se debían realizar en 1911.
Tras la muerte del presidente Montt en 1910, Sanfuentes intentó ser candidato presidencial para las elecciones presidenciales de aquel año. Hizo un pacto con Agustín Edwards Mac-Clure durante la convención aliancista, al mismo tiempo que hacia otro pacto con Javier Ángel Figueroa para hundir la candidatura Edwards. Incapaz de ser elegido por las enemistades que ganó durante la convención, se buscó un candidato de consenso en la figura de Ramón Barros Luco, que resultó elegido por unanimidad.
Al iniciar el gobierno de Barros Luco se formó una nueva Coalición entre conservadores, nacionales, liberales democráticos y demócratas, aunque pronto estos últimos abandonaron el pacto. Sanfuentes armó buena parte de los ministerios del quinquenio de Barros Luco, generalmente rivalizando con el liberal Manuel Rivas Vicuña, protegido del presidente y que aspiraba a formar gabinetes universales frente al ideal balmacedista-conservador-liberal de Sanfuentes.
Candidato a las elecciones presidenciales de 1915 por la Coalición balmacedista-conservadora, enfrentándose al candidato de la Alianza Liberal Javier Ángel Figueroa.
El resultado de la elección estuvo determinado por la práctica del cohecho. Ganó Sanfuentes en electores, pero Figueroa le aventajaba en votos. Se anularon varios electores y fue el Congreso Pleno quien tuvo que decidir entre los dos candidatos. Al lograr Sanfuentes una mayoría con la Coalición, logró ser ratificado como mandatario.

## Gobierno

### Política interna

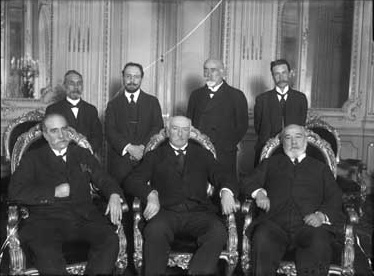
Primer gabinete de Juan Luis Sanfuentes

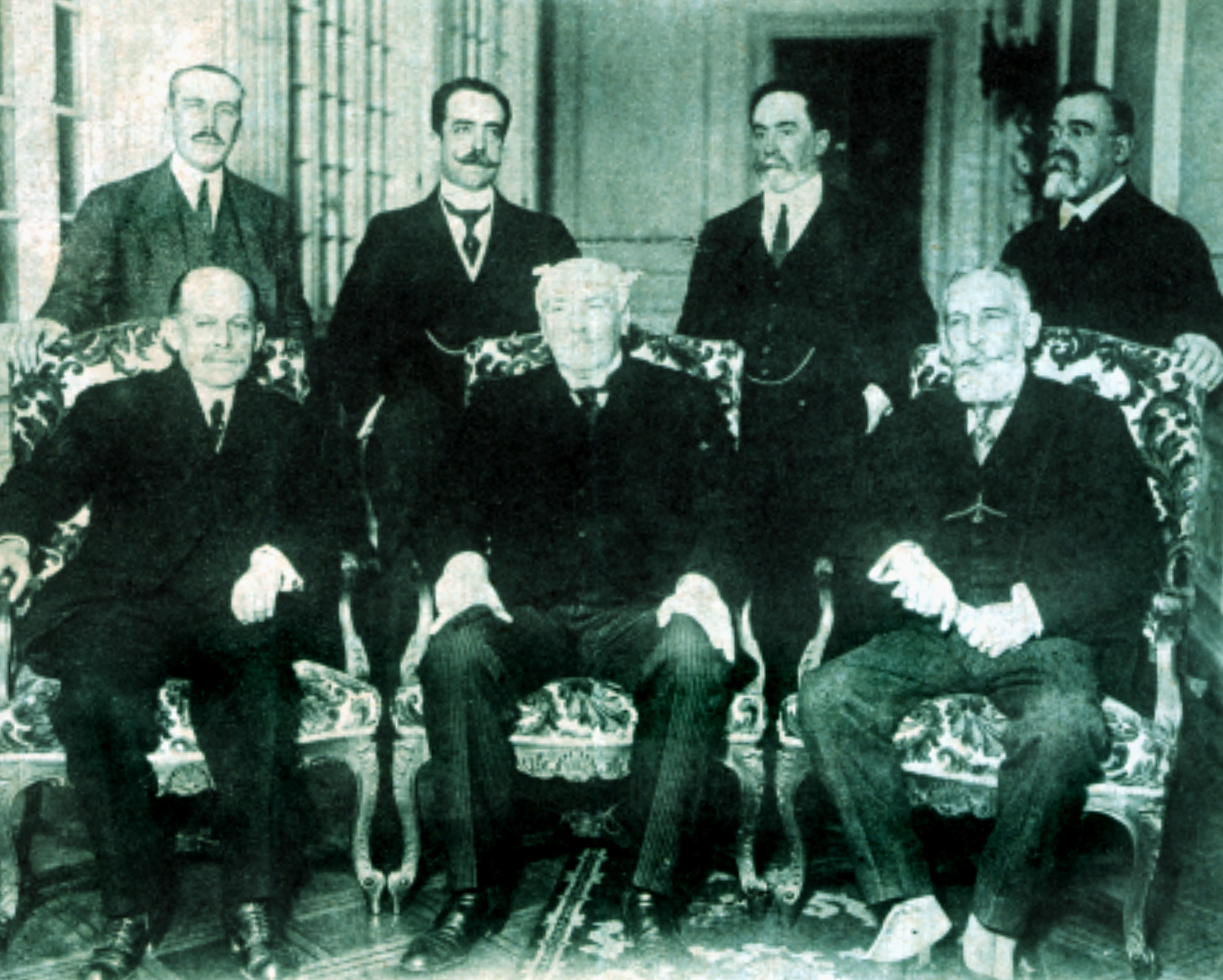
El Presidente Sanfuentes junto a sus Ministros de Estado. 12 de octubre de 1917. Eliodoro Yáñez (sentado a la derecha), ministro del Interior.

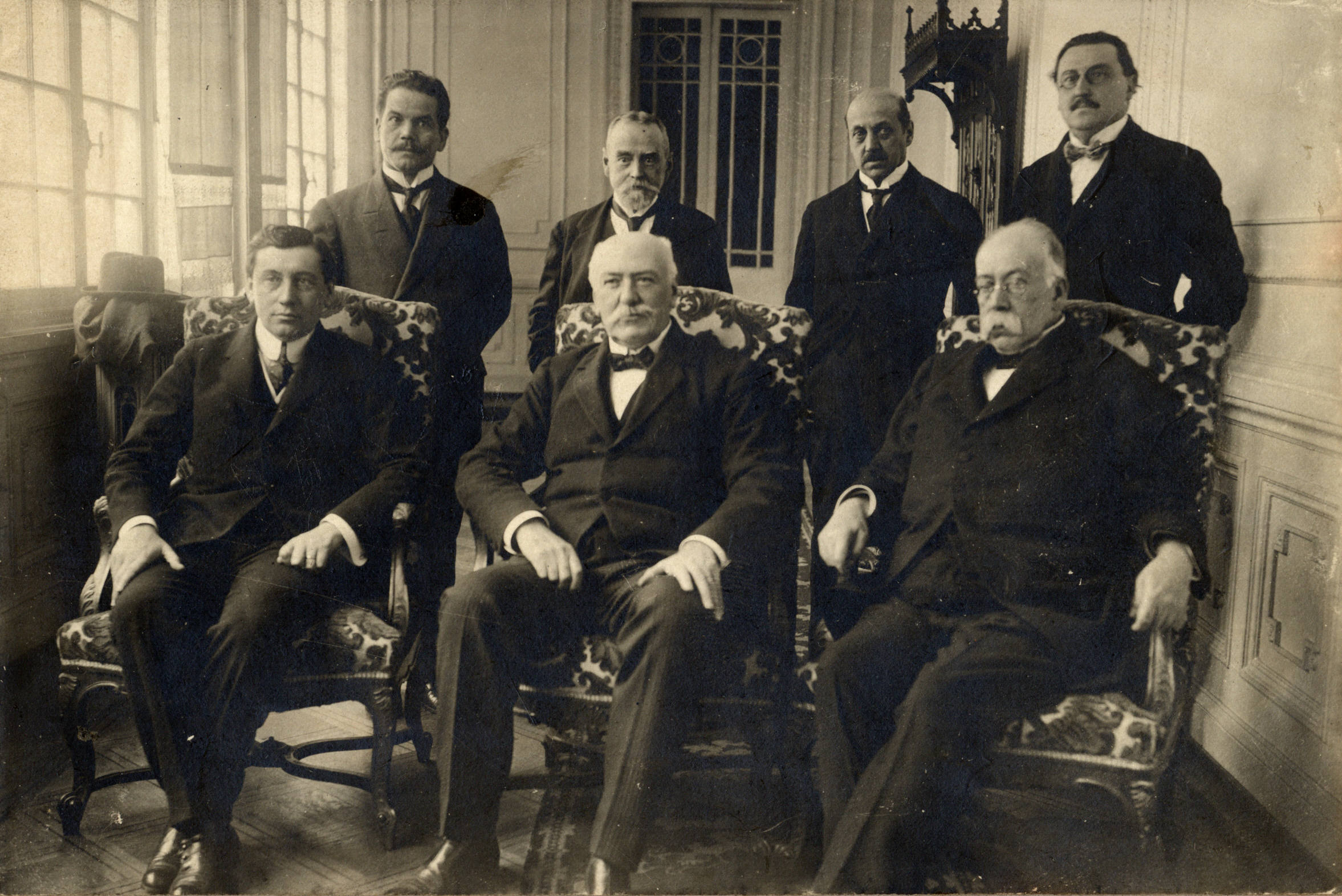
Noveno gabinete de Juan Luis Sanfuentes, de abril a septiembre de 1918, con Arturo Alessandri como ministro del Interior

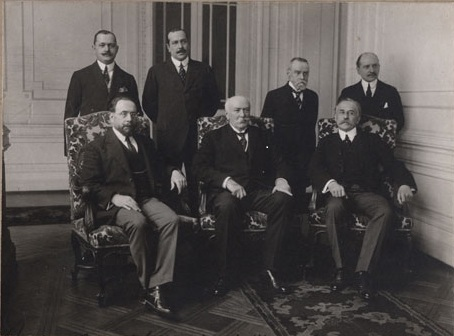
Decimoprimer gabinete de Juan Luis Sanfuentes, de noviembre de 1918 a abril de 1919, con Armando Quezada como ministro del Interior y Luis Barros Borgoño en Relaciones Exteriores

El 23 de diciembre de 1915 tomó posesión de la presidencia de la República, durante la época parlamentaria. Sanfuentes llegó a la presidencia con 58 años, viéndose joven y robusto. A consecuencia de las diferencias de altura entre el saliente Ramón Barros Luco y el electo Juan Luis Sanfuentes, se debió diseñar una nueva banda. Desde esa fecha, cada Presidente ha tenido su propia banda presidencial, la cual se utiliza sólo en ceremonias oficiales.
Sanfuentes se vio obligado a gobernar según la tendencia parlamentaria de la época, y someterse a las mayorías. Con su llegada al poder, el Partido Liberal Democrático no adquirió la supremacía que esperaba, sino al contrario, se debilitó notablemente. 
El primer ministerio de Sanfuentes estuvo encabezado por José Elías Balmaceda, incluyendo a figuras de la Alianza, con la esperanza de poder dividirla. No obstante la Alianza, con mayoría en el Senado, exigió la renuncia del ministerio, pero como Sanfuentes poseía el apoyo de la Cámara, se suscitó un conflicto de interpretación constitucional. Mientras, el ministerio de Balmaceda siguió en funciones y procedió a una depuración de la administración pública, remplazando funcionarios aliancistas o neutrales con personeros de la Coalición. Tal actitud enervó los ánimos de la oposición, que empezó a realizar una abierta obstrucción parlamentaria demorando el estudio de las leyes de presupuesto y contribuciones. Como el líder de los ataques había sido Maximiliano Ibáñez, Sanfuentes lo llamó a formar gobierno, que juró el 8 de enero de 1916.
Ibáñez conformó un gabinete universal, incluyendo por vez primera a los demócratas. Este ministerio clarificó la deuda estatal y dio inicio a la política de edificaciones escolares. Los conflictos entre los partidos dieron fin al gabinete, bajo la fútil excusa de la designación de directora para el Liceo de Niñas N.º 1.
Sanfuentes encargó a Luis Izquierdo la formación del nuevo gabinete, que asumió el 1 de julio de 1916, que incluía a dos liberales indisciplinados, con el fin de fraccionar la Alianza. Se produjo durante este periodo lo que se ha llamado el último debate doctrinario del régimen parlamentario, al enviar el ministro de Guerra y Marina, general Jorge Boonen, una circular que prohibía a los militares pertenecer a sociedades secretas como la masonería. Se enfrentaban las libertades constitucionales con la disciplina del Ejército.
No obstante el gabinete cayó por las denuncias de Arturo Alessandri contra la corrupción de la policía de Iquique. Al formar el nuevo gabinete el 20 de noviembre, Sanfuentes insistió en su táctica de un gabinete coalicionista, encabezado por Enrique Zañartu, que incluía a liberales sin respaldo de la directiva. Se resolvió el conflicto doctrinario archivando la circular y logró aprobar velozmente la ley de presupuestos.
Ante la cercanía de las elecciones parlamentarias de 1918, la Alianza empezó a criticar al ministerio por no dar suficientes garantías de imparcialidad, provocando su caída. El 14 de julio de 1917 juró un nuevo gabinete universal, dirigido por Ismael Tocornal y compuesto por los jefes máximos de las distintas colectividades. Los conflictos entre las coaliciones políticas provocaron la crisis de gabinete en tan solo tres meses. Sanfuentes reemplazó a los dimisionarios ministros aliancistas con coalicionistas, pero poco después decidió llamar a formar gobierno a uno de sus más encarnizados rivales, Eliodoro Yáñez.
El ministerio juró el 12 de octubre, intentando nuevamente dividir a la Alianza, pero además de no conseguirlo, Sanfuentes se ganó la hostilidad de la Coalición. Yáñez intento infructuosamente salvar su ministerio, tras lo cual el presidente llamó a formar gobierno al rector de la Universidad de Chile, Domingo Amunátegui Solar, que juró junto a un gabinete universal el 18 de enero de 1918.
Las elecciones parlamentarias de 1918 le otorgaron un amplio triunfo a la Alianza, que dominó tanto el Senado como la Cámara. Sanfuentes pensó en renunciar, pero fue disuadido por sus cercanos. Nombró un gabinete aliancista con Arturo Alessandri como Ministro del Interior, que juró el 22 de abril. Durante la ceremonia Sanfuentes realizó una de sus “diabluras”, al ofrecerle a Alessandri el sillón presidencial para que firmara los decretos de nombramientos, lo que enfureció a los rivales del “León de Tarapacá” dentro del liberalismo. Alessandri fue acusado de colocar a partidarios de su candidatura presidencial en puestos de la administración pública, por lo que sus rivales Yáñez y Rivas Vicuña unieron fuerzas para desplomar el gabinete. Sanfuentes intento llamar de nuevo a Yáñez al gobierno, pero este, tras conversar con un Alessandri que lo llenó de insultos y le prometía una guerra parlamentaria sin cuartel, desistió del cargo. El Presidente recurrió al liberal Pedro García de la Huerta, quien juró el 6 de septiembre.
Durante este periodo se hicieron sentir los efectos negativos para la economía chilena que trajo el fin de la Primera Guerra Mundial. En noviembre, la Asamblea Obrera de Alimentación Nacional, que buscaba el abaratamiento de las subsistencias, realizó una enorme manifestación que estremeció al ambiente político. Sanfuentes intentó frenar la tensión social armando un gabinete encabezado por el radical Armando Quezada Acharán. Si bien se dictaron algunas leyes para paliar los problemas sociales, pronto algunos sectores políticos buscaron responsabilizar a la acción de subversivos extranjeros (principalmente españoles) las sucesivas protestas. Producto de ello se promulgó la ley de residencia, que facultaba al Ejecutivo para hacer más estricto el ingreso de extranjeros y expulsar a los considerados indeseables.
En abril de 1919 se descubrió una conspiración encabezada por el general Guillermo Armstrong y el comandante Cesar del Canto, que pretendían disolver el congreso y el gabinete, y convencer al presidente Sanfuentes que rigiese el país con plenos poderes, con el respaldo de las Fuerzas Armadas.
El 3 de mayo de 1919 juró un nuevo gabinete, encabezado por el radical Anselmo Hevia Riquelme. Hizo crisis por las crecientes críticas al ministro de Hacienda, Pablo Ramírez.   El 9 de julio asumió el radical Luis Serrano Arrieta en Interior, que fue remplazado el 22 de septiembre por Enrique Bermúdez, que solo duró 15 días.  Estos gabinetes tenían como punto en común la figura de Luis Barros Borgoño como ministro de Relaciones Exteriores, que se fue perfilando como posible candidato “moderado” a la presidencia. Aprovechó Barros Borgoño de enviar a algunos posibles rivales, Yáñez y Tocornal, a misiones en el extranjero.
El 9 de noviembre se formó un nuevo gabinete encabezado por José Florencio Valdés. Se debió enfrentar una huelga organizada por la Federación Obrera de Chile en Lota y Coronel, que posteriormente llegó a abarcar hasta 9000 obreros, que terminó al alcanzarse un principio de acuerdo.
Políticamente, las rivalidades por el sillón presidencial en la Alianza propiciaron su desmembramiento. Diversas fueron las fisuras internas: las convenciones liberal y radical marcaron el predominio de los elementos jóvenes y exaltados dentro de los partidos por sobre las viejas cúpulas; cuatro senadores de antigua tendencia coalicionistas (Eduardo Charme, Gonzalo Bulnes, Fernando Lazcano Echaurren y Luis Claro), apodados los "cuatro evangelistas", se desligaron de la oposición haciendo perder la mayoría aliancista en el Senado; Manuel Rivas Vicuña buscó formar una nueva alianza con los coalicionistas, la Unión Liberal, alrededor de un candidato presidencial moderado, liderando en la Cámara el grupo de los liberales electrolíticos.
Sanfuentes por su parte organizó un ministerio el 26 de marzo de 1920, encabezado por el liberal democrático Pedro Nicolás Montenegro, viejo enemigo de Alessandri, como forma de atacar su candidatura. Al iniciarse la campaña presidencial, el gabinete fue censurado por acusaciones de intervención electoral y Sanfuentes organizó el 16 de julio un nuevo gabinete encabezado por el liberal Federico Puga.
Se desarrolló un conflicto por la calificación de las elecciones presidenciales de 1920, en que Alessandri obtuvo mayor número de electores. Las constantes reuniones callejeras hacían temer un posible estallido social. El temor se acrecentó luego de que en un desfile de apoyo al candidato de la Unión Nacional, Luis Barros Borgoño, el joven conservador Julio Covarrubias Freire resultara muerto instantáneamente por un balazo, y su correligionario Alberto Hurtado Cruchaga fuese golpeado salvajemente por los mismos matones. Por su parte, Manuel Rivas Vicuña convenció a Sanfuentes para cambiar de ministerio e integrarlo con tres integrantes de cada bando, el que juró el 11 de julio encabezado por Pedro García de la Huerta. La acción del ministro de Guerra, Ladislao Errázuriz Lazcano, de movilizar parcialmente al Ejército en base de una posible amenaza bélica del Perú, enardeció los ánimos políticos y provocó el asalto a la FECh por parte de elementos nacionalistas exaltados. El temor fue tal que durante varios días Santiago estuvo paralizado por temor a un fuerte estallido social.
Un tribunal de honor confirmó la victoria de Alessandri, la que fue ratificada por el Congreso el 6 de octubre de 1920.

### Relaciones exteriores
Sanfuentes tuvo que resolver la actitud de Chile durante a la Primera Guerra Mundial. Mantuvo la neutralidad en el conflicto, no obstante del gran número de germanófilos cercanos a él, o las poderosas relaciones comerciales que sostenía el país con el Reino Unido, Estados Unidos y Francia. Terminada la Guerra, el país se incorporó a la Liga de las Naciones.
La crisis del mercado salitrero provocó el cierre de oficinas y el regreso de muchos trabajadores peruanos a sus lugares de origen. El gobierno del Perú acusó que se hacía un “destierro forzado”, escalando las tensiones hasta que en 1918, el cónsul peruano en Iquique se retiró de la ciudad, según su versión de manera forzada, en medio de la furia popular contra su persona.
El gobierno peruano invocó la intervención del presidente estadounidense Woodrow Wilson, el que respondió ofreciéndose como mediador para reprimir la agitación popular y restablecer las relaciones pacíficas. El canciller chileno Luis Barros Borgoño adoptó una posición conciliatoria, sin aceptar ni rechazar la mediación, advirtiendo que la solución última era la aplicación del Tratado de Ancón. Secretamente comunicó que de realizarse el plebiscito, los Estados Unidos podrían tener un rol mediador o aun de arbitraje, y que Chile aceptaba dividir el plebiscito, realizándolo separadamente en Tacna y Arica, existiendo la posibilidad de traspasar a Bolivia la caleta de Sama y una faja de territorio.
Bolivia inició una campaña en los foros internacionales con el fin de obtener una salida al mar. A fines de 1919 presentó una petición ante la Liga de las Naciones para la revisión del tratado de 1904, pero el único resultado fue la creación de una comisión que rechazó la demanda, puesto que la Liga no tenía facultades para modificar tratados.

### Economía
La demanda del salitre para usos bélicos provocó un aumento en los precios internacionales, llegando en 1918 a producirse 2.979 millones de toneladas de salitre a un precio de 12,75 chelines por quintal español.  Los países aliados crearon un sistema de compra único, el Nitrate of Soda Executive. El gobierno chileno les propuso la venta de salitre a precios fijos, a condición de que ellos garantizasen el precio y tipo de cambio para el carbón, petróleo y sacos de yute.
El negocio concluyó con el precio de 13 chelines para el salitre ordinario y 13,5 para el refinado, pero se realizó un mes antes del armisticio, por lo que no alcanzó a tener mayores consecuencias.
También se observó un auge en la industria del cobre y en las exportaciones agrícolas.
El fisco aumentó sus ingresos mediante una reforma a la Ley de Alcoholes, se estableció el pago de patentes municipales para el ejercicio de cualquier industria y se amplió la contribución de haberes, que era una renta fija sobre bienes raíces, muebles y valores mobiliarios.
La industria nacional tomó un auge producto de las restricciones comerciales causadas por la Primera Guerra Mundial. El gobierno colaboró con la dictación de leyes proteccionistas, como la Ley de Marina Mercante, que reservaba el cabotaje a la marina nacional. Se dictó en 1916 una ley que aumentaba los aranceles de importación entre un 25 y un 35%.
La industria nacional creció un 53% en los cuatro años de guerra. Entre algunos ejemplos de empresas que aumentaron sustancialmente su producción se encuentran la Compañía Refinería de Azúcar de Viña del Mar, la Compañía Industrial (aceites), la Compañía de Tejidos, la Fábrica Nacional de Envases, la Fundición Las Rosas, etc. Otras industrias fueron creadas durante la guerra, como la fábrica de papel Ebbinghaus, Haensel & Co. (futura Compañía Manufacturera de Papeles y Cartones) y la Compañía Electrometalúrgica (ELECMETAL).
El fin de la guerra afectó de manera negativa a la economía chilena, por la acumulación de stocks de salitre y la reapertura del mercado internacional que puso freno al avance industrial. El precio del salitre cayó hasta llegar a los 9 chelines en agosto de 1919, lo que llevó a los salitreros a formar la Asociación de Productores de Salitre de Chile, impulsada por el gobierno y con representantes del Estado en su directorio.  El precio se recuperaría a partir de 1920, pero tuvo una fuerte inestabilidad por la aparición de competencia, el sulfato de amonio y el salitre sintético.
Sanfuentes cuidó el mantenimiento del equilibrio fiscal, evitando el gasto en obras públicas, con excepción de la construcción de escuelas. Dejó el gobierno con una deuda pública de 45 millones de libras esterlinas, ligeramente menor a la que entregó Barros Luco. Los déficits estaban centrados en el gasto en Ferrocarriles, por ineficiencia administrativa y corrupción, y en las Fuerzas Armadas, cuyo gasto aumentó ante las posibles amenazas bélicas de los países vecinos.

### Obras de su gobierno

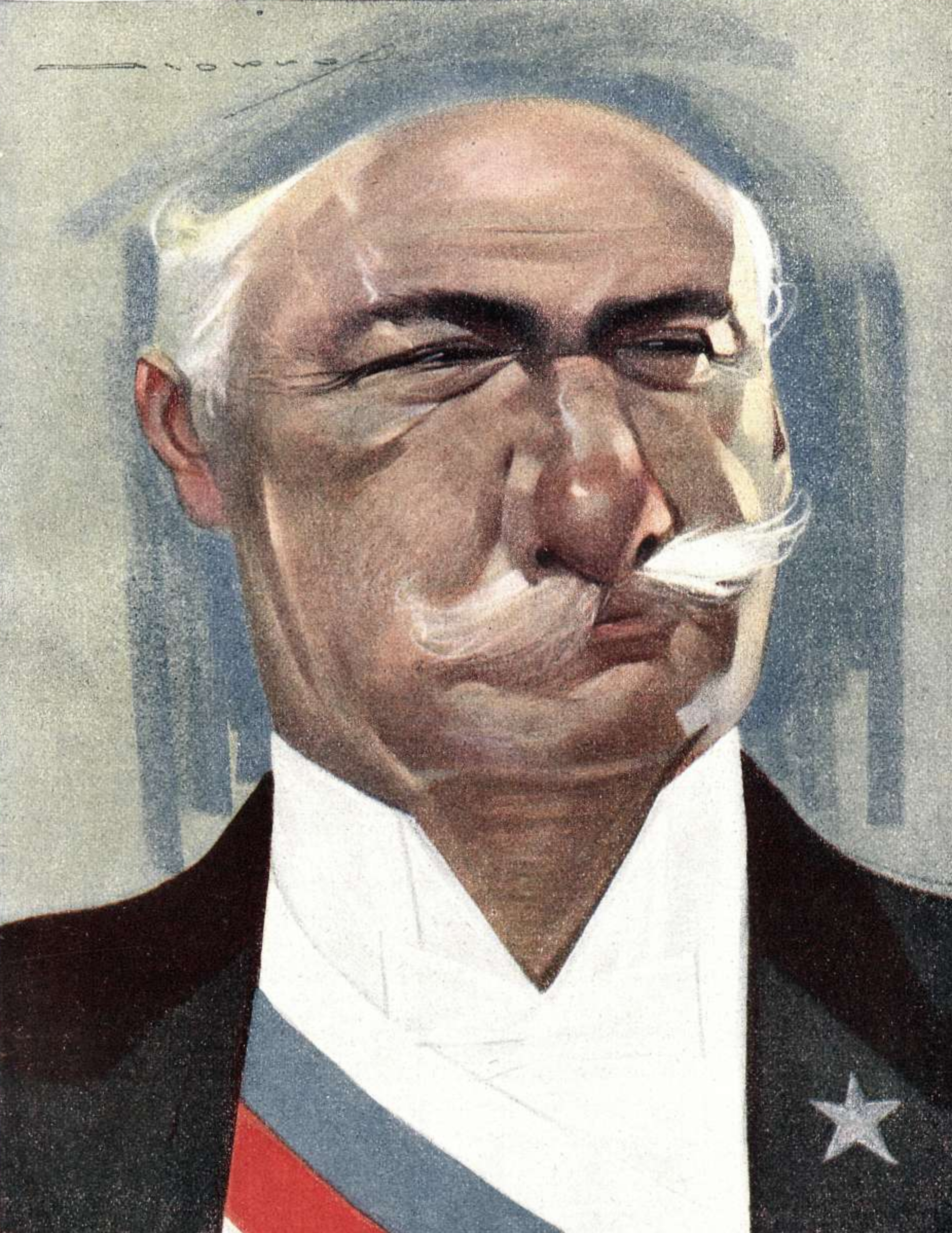
Caricaturizado por Alonso en Caras y Caretas (1918)

En seguridad social, dictó en 1915 las leyes 3.020 y 3.045 que crearon la Caja de Retiro y Montepío de las Fuerzas Armadas; en 1916 la Ley 3.170 del Régimen de Indemnizaciones sobre Accidentes del Trabajo
El gobierno de Sanfuentes construyó numerosos edificios para escuelas públicas, como la "Federico Errázuriz", "Salvador Sanfuentes", "José Manuel Balmaceda" y "Aníbal Pinto", en Santiago, "Germán Riesco" en La Serena, "Pedro Montt" en Valparaíso, "Bernardo O´Higgins"  en Viña del Mar y "Manuel Bulnes" en Concepción.
En educación, el 26 de agosto de 1920, promulgó la Ley de Instrucción Primaria Obligatoria, según la cual todo niño de 8 a 13 años debe asistir al colegio. Se construyó el Instituto Agrícola, la Dirección General de Especies Valoradas, el Instituto Nacional de Criminología y se prosiguió la edificación de la escuela de ingeniería.
Sanfuentes mantuvo una política de armonía entre la Iglesia Católica y el Estado. Por fallecimiento del arzobispo González Eyzaguirre, fue designado Crescente Errázuriz Valdivieso (1918).
Durante el mandato de Sanfuentes, se realizó un censo que señaló la existencia de 3.750.000 habitantes.

## Ocaso político

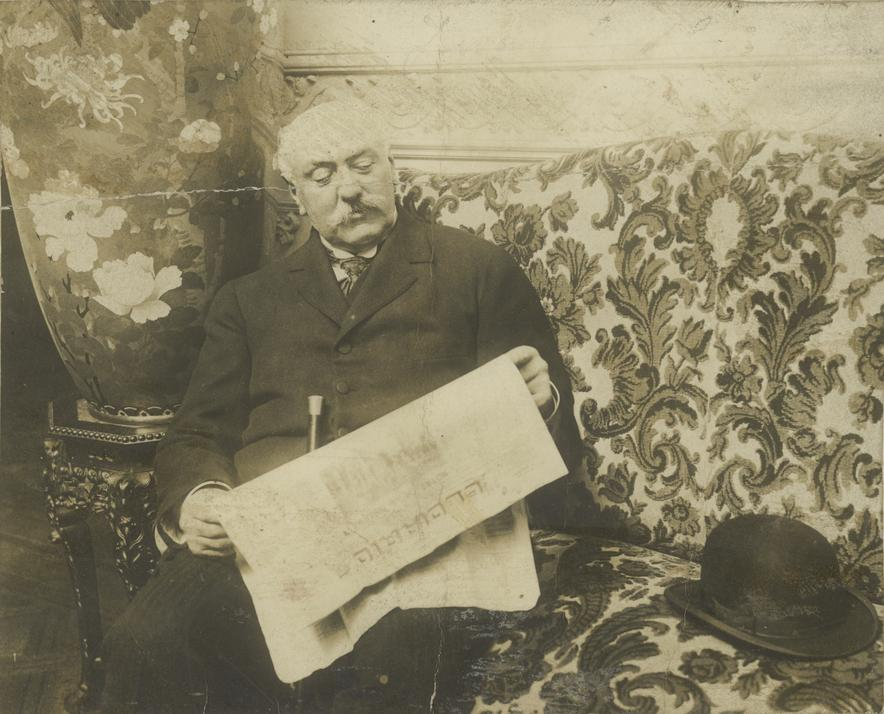
Juan Luis Sanfuentes en 1924.

El 23 de diciembre de 1920 Sanfuentes debía hacer entrega del poder a Arturo Alessandri. Durante el trayecto al Congreso se le arrojaban toda clase de porquerías, en manifestación de desprecio. Mas el mandatario lo soportó con estoicismo.

"...la figura majestuosa señorial del Presidente Sanfuentes, que recibía con irónica sonrisa e imperturbable tranquilidad la rechifla de sus adversarios"
Gabriel González Videla.

El rey del parlamentarismo se retiró para siempre de la escena pública, su gobierno no resultó como él quería. Arturo Alessandri, gobernaría cuatro años en pugna con el régimen de Sanfuentes. Era la apertura de una nueva etapa de la historia de Chile, era el fin de la República Parlamentaria.
Sanfuentes se retira de la vida pública, dedicándose a la vida familiar junto a su esposa en su fundo Camarico.
Juan Luis Sanfuentes murió en Santiago, el 16 de julio de 1930.

## Distinciones y condecoraciones
- Gran Cruz de la Orden de la Torre y la Espada (Portugal, 1921).[53]
- Gran Cruz de la Orden de Carlos III (España, 1922)[54]